# 第29回ダヴィッド・ディ・ドナテッロ賞
第29回ダヴィッド・ディ・ドナテッロ賞（だい29かいダヴィッド・ディ・ドナテッロしょう）の授賞式は、1984年6月16日にローマで行われた。

## 受賞とノミネート一覧
太字が受賞者。

### 作品賞
- ル・バル Le bal（監督：エットレ・スコラ）
- そして舟は行く E la nave va（監督：フェデリコ・フェリーニ）
- Mi manda Picone（監督：ナンニ・ロイ）

### 監督賞
- エットレ・スコラ（『ル・バル』）
- フェデリコ・フェリーニ（『そして舟は行く』）
- ナンニ・ロイ（『Mi manda Picone』）

### 新人監督賞
- ロベルト・ルッソ（『Flirt』）
- ジャコモ・バッティアート（『ハーツ・アンド・アーマー』）
- フランチェスコ・マルチャーノ、ステファニア・カッシーニ（『Lontano da dove』）

### 脚本賞
- フェデリコ・フェリーニ、トニーノ・グエッラ（『そして舟は行く』）
- ナンニ・ロイ、エルヴィオ・ポルタ（『Mi manda Picone』）
- ルッジェーロ・マッカリ、ジャン＝クロード・ペンシュナ、フーリオ・スカルペッリ、エットレ・スコラ（『ル・バル』）
- ナンニ・モレッティ、サンドロ・ペトラリア（『僕のビアンカ』）

### プロデューサー賞
- ジャンニ・ミネルヴィーニ（『Mi manda Picone』）
- フランコ・クリスタルディ（『そして舟は行く』）
- モハメッド・ラクダル＝ハミナ、ジョルジョ・シルヴァーニ（『ル・バル』）

### 主演女優賞
- リナ・サストリ（『Mi manda Picone』）
- ラウラ・モランテ（『僕のビアンカ』）
- モニカ・ヴィッティ（『Flirt』）

### 主演男優賞
- ジャンカルロ・ジャンニーニ（『Mi manda Picone』）
- ナンニ・モレッティ（『僕のビアンカ』）
- フランチェスコ・ヌーティ（『Son contento』）

### 助演女優賞
- エレナ・ファブリツィ（『Acqua e sapone』）
- ステファニア・カッシーニ（『Lontano da dove』）
- ロッサーナ・ディ・ロレンツォ（『ル・バル』）
- アンナ・ロンギ（『Il tassinaro』）

### 助演男優賞
- カルロ・ジュッフレ（『Son contento』）
- アルド・ジュッフレ（『Mi manda Picone』）
- ステファノ・サッタ・フロレス（『Cento giorni a Palermo』）

### 撮影監督賞
- ジュゼッペ・ロトゥンノ（『そして舟は行く』）
- リカルド・アロノヴィチ（『ル・バル』）
- ダンテ・スピノッティ （『ハーツ・アンド・アーマー』）

### 作曲賞
- アルマンド・トロヴァヨーリ、ウラジミール・コズマ（『ル・バル』）
- ジャンフランコ・プレニツィオ（『そして舟は行く』）
- フランチェスコ・デ・グレゴリ（『Flirt』）

### 美術賞
- ダンテ・フェレッティ（『そして舟は行く』）
- ルチャーノ・リッチェリ（『ル・バル』）
- エレナ・リッチ・ポッチェット（『Mi manda Picone』）

### 衣装デザイン賞
- ナナ・チェッキ（『ハーツ・アンド・アーマー』）
- エツィオ・アルティエーリ（『ル・バル』）
- マウリツィオ・ミッレノッティ（『そして舟は行く』）

### 編集賞
- ライモンド・クロチャーニ（『ル・バル』）
- フランコ・フラティチェッリ（『Mi manda Picone』）
- ルッジェーロ・マストロヤンニ（『そして舟は行く』）

### 外国人監督賞
- イングマール・ベルイマン（『ファニーとアレクサンデル』）
- ウディ・アレン（『カメレオンマン』）
- アンジェイ・ワイダ（『ダントン』）

### 外国脚本賞
- イングマール・ベルイマン（『ファニーとアレクサンデル』）
- クレイトン・フローマン、ロン・シェルトン（『アンダー・ファイア』）
- ウディ・アレン（『カメレオンマン』）

### 外国人プロデューサー賞
- ジョナサン・タプリン（『アンダー・ファイア』）
- バーブラ・ストライサンド（『愛のイエントル』）
- Cinematograph AB（スウェーデン映画協会）、STV1、ゴーモン、Personal Film、Tobis Filmkunst（『ファニーとアレクサンデル』）
- ロバート・グリーンハット（『カメレオンマン』）

### 外国人女優賞
- シャーリー・マクレーン（『愛と追憶の日々』）
- デブラ・ウィンガー（『愛と追憶の日々』）
- メリル・ストリープ（『ソフィーの選択』）

### 外国人男優賞
- ウディ・アレン（『カメレオンマン』）
- マイケル・ケイン（『愛と名誉のために』）
- ロバート・デュヴァル（『テンダー・マーシー』）
- ジェラール・ドパルデュー（『ダントン』）

### 外国映画賞
- ファニーとアレクサンデル（監督：イングマール・ベルイマン）
- 愛と追憶の日々（監督：ジェームズ・L・ブルックス）
- カメレオンマン（監督：ウディ・アレン）

### アリタリア航空賞
- エットレ・スコラ（『ル・バル』）

### ダヴィッド・ルキノ・ヴィスコンティ賞
- フェデリコ・フェリーニ

### ダヴィッド・ルネ・クレール賞
- セルジオ・レオーネ

### スペシャル・プレート（ダヴィッド・ディ・ドナテッロ賞の複数回受賞者）
- ヴィットリオ・ガスマン
- ソフィア・ローレン
- ニーノ・マンフレディ
- マリアンジェラ・メラート
- アルベルト・ソルディ
- モニカ・ヴィッティ

### ダヴィッド特別賞
- ティタヌス